# Jabez Bunting
Jabez Bunting, né le 13 mai 1779 à Manchester et mort le 16 juin 1858 à Londres, est un chef méthodiste wesleyen anglais.

## Biographie
Bunting a été le méthodiste le plus en vue après la mort de John Wesley en 1791.